# Берлиз
Берли́з (фр. Berlise) — коммуна во Франции, находится в регионе Пикардия. Департамент коммуны — Эна. Входит в состав кантона Вервен. Округ коммуны — Вервен.
Код INSEE коммуны — 02069.

## Население
Население коммуны на 2010 год составляло 126 человек.
| 1962 | 1968 | 1975 | 1982 | 1990 | 1999 | 2010 |
| ---- | ---- | ---- | ---- | ---- | ---- | ---- |
| 172  | 151  | 139  | 128  | 108  | 100  | 126  |

## Экономика
В 2010 году среди 76 человек трудоспособного возраста (15—64 лет) 55 были экономически активными, 21 — неактивными (показатель активности — 72,4 %, в 1999 году было 67,2 %). Из 55 активных жителей работали 45 человек (25 мужчин и 20 женщин), безработных было 10 (4 мужчины и 6 женщин). Среди 21 неактивных 3 человека были учениками или студентами, 11 — пенсионерами, 7 были неактивными по другим причинам.